# جاش گودال
جاش گودال (انگلیسی: Josh Goodall؛ زاده ۱۷ اکتبر ۱۹۸۵) یک تنیس‌باز بازنشسته اهل بریتانیا است.